# Paratrechina pusillima
Paratrechina pusillima är en myrart som beskrevs av Carlo Emery 1922. Paratrechina pusillima ingår i släktet Paratrechina och familjen myror. Inga underarter finns listade i Catalogue of Life.